# Utstationeringsdirektivet
Utstationeringsdirektivet, formellt Europaparlamentets och rådets direktiv 96/71/EG av den 16 december 1996 om utstationering av arbetstagare i samband med tillhandahållande av tjänster, är ett europeiskt direktiv. Det utfärdades den 16 december 1996 och skulle vara införlivat i de nationella lagstiftningarna senast den 16 december 1999.
Direktivet innehåller bestämmelser för villkoren för arbetstagare som är utstationerade i en annan medlemsstat än den de är anställda i. Enligt bestämmelserna måste utstationerade arbetstagare åtminstone få samma rättigheter som de miniminivåer som inhemska arbetstagare har rätt till. Direktivet har kritiserats för att underminera utstationerade arbetstagares rättigheter samtidigt som den urholkar rättigheterna för inhemska arbetstagare. Ett separat direktiv innefattar vissa bestämmelser om tillämpningen av utstationeringsdirektivet.
I mars 2016 presenterade Europeiska kommissionen en ändring av direktivet som innebär att utstationerade arbetstagares rättigheter stärks och måste i en större utsträckning följa inhemska bestämmelser. Förslaget mötte motstånd i de nationella parlamentens subsidiaritetsprövning, då parlamenten i Bulgarien, Danmark, Estland, Kroatien, Lettland, Litauen, Polen, Rumänien, Slovakien, Tjeckien och Ungern uttryckte motstånd. Detta tvingade kommissionen ett ompröva sitt förslag. I juli 2016 beslutade kommissionen efter sin omprövning att trots allt gå vidare med förslaget. Förslaget har bland annat fått starkt stöd av Frankrikes och Sveriges regeringar. I oktober 2017 nådde rådet en överenskommelse om förslaget, som dock inte stöddes av Lettland, Litauen, Polen och Ungern. Innan det kan träda i kraft måste det godkännas av både Europaparlamentet och Europeiska unionens råd. Europaparlamentet godkände förslaget den 29 maj 2018.
Polen och Ungern motsatte sig det nya utstationeringsdirektivet, och vände sig till Europeiska unionens domstol för att få det ogiltigförklarat. Den 8 december 2020 avslog domstolen deras begäran.